# Špilja Krubera
Špilja Krubera, poznata i kao špilja Voronya, najdublja je poznata špilja na Zemlji, smještena u masivu Arabika na zapadnom Kavkazu u Abhaziji, spornoj regiji Gruzije. Ukupna dubina joj je 2.199 ± 20 metara, što je čini najdubljom špiljom na svijetu. Istražila ju je ukrajinska speleološka udruga i jedna je od samo dvije poznate špilje dublje od 2.000 metara.
Špilju su prvi otkrili gruzijski speleolozi 1963. godine i nazvali je po ruskom geografu Aleksandru Kruberu. Kasnije su je ukrajinski speleolozi preimenovali u "Voronya" (Vrana špilja) zbog vrana koje su se gnijezdile na ulazu u špilju.
Masiv Arabike značajno je vapnenačko krško područje s nadmorskim visinama između 1800 i 2700 metara. Karakteriziraju ga brojne ledenjačke doline i krški krajolici. U njemu se nalazi stotinjak špilja, od kojih je 15 istraženo do dubine veće od 400 metara. Špilja je vjerojatno dio međusobno povezanog hidrološkog sustava koji vodi do podvodnih izvora na obali Crnog mora.